# Distrito de Soissons
El distrito de Soissons (en francés arrondissement de Soissons) es una división administrativa de Francia, que se localiza en el departamento de Aisne, de la región de Alta Francia. Cuenta con 166 comunas desde 2017.

## Cantones
Entre 1973 y 2015, los cantones del distrito de Soissons eran:
1. Braine
2. Oulchy-le-Château
3. Soissons-Nord
4. Soissons-Sud
5. Vailly-sur-Aisne
6. Vic-sur-Aisne
7. Villers-Cotterêts

## Comunas
| Acy (02003)                      | Aizy-Jouy (02008)            | Allemant (02010)                 | Ambleny (02011)               |
| Ambrief (02012)                  | Ancienville (02015)          | Arcy-Sainte-Restitue (02022)     | Audignicourt (02300)          |
| Augy (02036)                     | Bagneux (02043)              | Bazoches-sur-Vesles (02054)      | Belleu (02064)                |
| Berny-Rivière (02071)            | Berzy-le-Sec (02077)         | Beugneux (02082)                 | Bieuxy (02087)                |
| Billy-sur-Aisne (02089)          | Billy-sur-Ourcq (02090)      | Blanzy-lès-Fismes (02091)        | Braine (02110)                |
| Braye (02118)                    | Brenelle (02120)             | Breny (02121)                    | Bruys (02129)                 |
| Bucy-le-Long (02131)             | Buzancy (02138)              | Celles-sur-Aisne (02148)         | Cerseuil (02152)              |
| Chacrise (02154)                 | Chassemy (02167)             | Chaudun (02172)                  | Chavignon (02174)             |
| Chavigny (02175)                 | Chavonne (02176)             | Chéry-Chartreuve (02179)         | Chivres-Val (02190)           |
| Chouy (02210)                    | Ciry-Salsogne (02195)        | Clamecy (02198)                  | Coeuvres-et-Valsery (02201)   |
| Condé-sur-Aisne (02210)          | Corcy (02216)                | Courcelles-sur-Vesle (02224)     | Courmelles (02226)            |
| Couvrelles (02230)               | Coyolles (02232)             | Cramaille (02233)                | Crouy (02243)                 |
| Cuffies (02245)                  | Cuiry-Housse (02249)         | Cuisy-en-Almont (02253)          | Cutry (02254)                 |
| Cys-la-Commune (02255)           | Dammard (02470)              | Dampleux (02259)                 | Dhuizel (02263)               |
| Dommiers (02267)                 | Droizy (02272)               | Épagny (02290)                   | Faverolles (02302)            |
| La Ferté-Milon (02460)           | Filain (02311)               | Fleury (02316)                   | Fontenoy (02326)              |
| Grand-Rozoy (02665)              | Haramont (02368)             | Hartennes-et-Taux (02372)        | Jouaignes (02393)             |
| Juvigny (02398)                  | Laffaux (02400)              | Largny-sur-Automne (02410)       | Launoy (02412)                |
| Laversine (02415)                | Lesges (02421)               | Leury (02424)                    | Lhuys (02427)                 |
| Limé (02432)                     | Longpont (02438)             | Louâtre (02441)                  | Maast-et-Violaine (02447)     |
| Macogny (02470)                  | Margival (02464)             | Marizy-Sainte-Geneviève (02470)  | Marizy-Saint-Mard (02470)     |
| Mercin-et-Vaux (02477)           | Missy-aux-Bois (02485)       | Missy-sur-Aisne (02487)          | Monampteuil (02000)           |
| Monnes (02470)                   | Montgobert (02506)           | Montgru-Saint-Hilaire (02507)    | Montigny-Lengrain (02514)     |
| Mont-Notre-Dame (02520)          | Mont-Saint-Martin (02523)    | Morsain (02527)                  | Mortefontaine (02528)         |
| Muret-et-Crouttes (02533)        | Nampteuil-sous-Muret (02536) | Nanteuil-la-Fosse (02537)        | Neuville-sur-Margival (02551) |
| Noroy-sur-Ourcq (02557)          | Nouvron-Vingré (02562)       | Noyant-et-Aconin (02564)         | Oigny-en-Valois (02568)       |
| Osly-Courtil (02576)             | Ostel (02577)                | Oulchy-la-Ville (02579)          | Oulchy-le-Château (02580)     |
| Paars (02581)                    | Parcy-et-Tigny (02585)       | Pargny-Filain (02589)            | Pasly (02593)                 |
| Passy-en-Valois (02470)          | Pernant (02598)              | Le Plessier-Huleu (02606)        | Ploisy (02607)                |
| Pommiers (02610)                 | Pont-Arcy (02612)            | Presles-et-Boves (02620)         | Puiseux-en-Retz (02628)       |
| Quincy-sous-le-Mont (02633)      | Ressons-le-Long (02643)      | Retheuil (02644)                 | Rozières-sur-Crise (02663)    |
| Saconin-et-Breuil (02667)        | Saint-Bandry (02672)         | Saint-Christophe-à-Berry (02673) | Saint-Mard (02682)            |
| Saint-Pierre-Aigle (02687)       | Saint-Rémy-Blanzy (02693)    | Saint-Thibaut (02695)            | Sancy-les-Cheminots (02698)   |
| Septmonts (02706)                | Les Septvallons (02160)      | Serches (02711)                  | Sermoise (02714)              |
| Serval (02715)                   | Silly-la-Poterie (02460)     | Soissons (02722)                 | Soucy (02729)                 |
| Soupir (02730)                   | Taillefontaine (02734)       | Tannières (02735)                | Tartiers (02736)              |
| Terny-Sorny (02739)              | Troësnes (02460)             | Vailly-sur-Aisne (02758)         | Vassens (02290)               |
| Vasseny (02763)                  | Vaudesson (02766)            | Vauxbuin (02770)                 | Vauxrezis (02767)             |
| Vauxtin (02773)                  | Venizel (02780)              | Vézaponin (02290)                | Vic-sur-Aisne (02795)         |
| Viel-Arcy (02797)                | Vierzy (02799)               | Ville-Savoye (02817)             | Villemontoire (02804)         |
| Villeneuve-Saint-Germain (02805) | Villers-Cotterêts (02810)    | Villers-Hélon (02812)            | Vivières (02822)              |
| Vregny (02828)                   | Vuillery (02829)             |                                  |                               |